# Östsibirisk lajka
Östsibiriska lajka (ryska: Восточносибирская лайка, vostotjnosibirskaja lajka) är en hundras med ursprung i Sibirien från Jenisej i väster till Stilla havet i öster. Liksom övriga lajkor används den både som ställande hund och skällande fågelhund. I hemlandet Ryssland är den även slädhund. Hundarna skulle kunna dra packningen medan man låg ute på veckolånga jakter.

## Historia
Den är framavlad ur olika subpolara spetsar från jägarfolk i Sibirien. Förebild för den rasstandard som skrevs 1947 var lajkor från Amur. På 1960-talet inrättades en avelsstation i Irkutsk. Jaktegenskaperna har varit viktigare än exteriören.

## Egenskaper
Östsibirisk lajka är en kraftigt byggd jakthund med ett jämnt och livligt temperament. I sitt hemland används den för att jaga allt ifrån skogshöns och mård till björn och sibirisk tiger. I Sverige används den främst som ställande hund på högvilt som älg och brunbjörn samt vildsvin. Ett snabbtänkt jaktsätt parat med mod och skärpa är signumet när lajkan jagar. Hemma är den mjuk och familjekär och är trogen mot sin ägare och hus. För att bli utställningschampion måste en östsibirisk lajka ha meriter från jaktprov för älghund eller jaktprov för skällande fågelhund.

## Utseende
Den östsibiriska lajkan är den största och kraftigaste av lajkorna. Det är också den minst homogena eftersom man i så hög utsträckning avlat enbart på jaktegenskaperna. Den har typisk spetskaraktär med trubbigt, kilformat huvud. Den skall ha kraftig, rektangulär kropp och starka muskler. Färgen är vit, grå, svart, röd eller brun i alla nyanser, även fläckig eller spräcklig.

## Berömda östsibiriska lajkor
År 2004 utnämnde SKK den östsibiriska lajkan Rajajoen Mikko till Årets bragdhund i Sverige. Mikko fick utnämningen efter att ha lyckats spåra upp och ställa en skadskjuten björn som tidigare dödat en jägare.